# Emma Escobar
Rita Emma Escobar Morales (Rengo, 22 de mayo de 1896-Santiago, 9 de abril de 2005) fue profesora de piano chilena, madre del expresidente de la República Ricardo Lagos Escobar. Murió a la edad de 108 años, siendo una de las personas más longevas del país al momento de su fallecimiento.

## Biografía

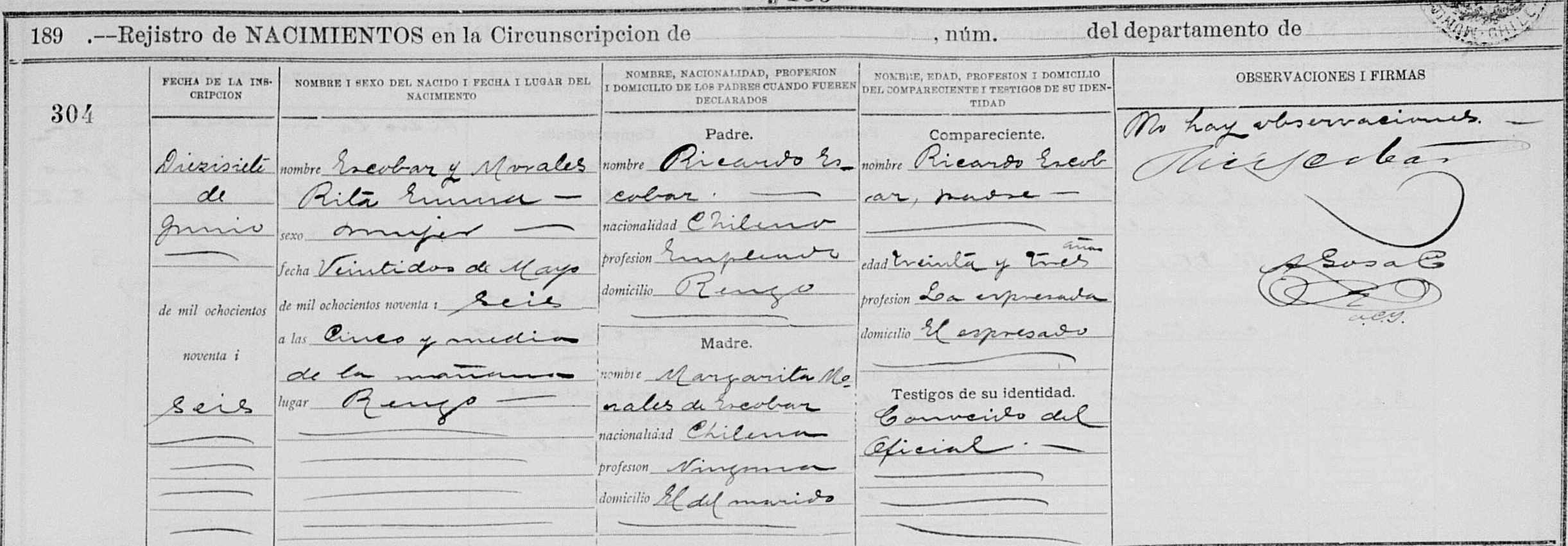
Registro de nacimiento de Emma Escobar

Nació en Rengo el 22 de mayo de 1896, hija de Ricardo Escobar y Margarita Morales, matrimonio que ya había tenido otra hija, Fresia (nacida en 1892). A la edad de 28 se casó con Froilán Lagos Sepúlveda, un agricultor de 62 años, que había enviudado de Celia Zúñiga Poblete, con quien tuvo cinco hijos; Aníbal, Florencio, Luis, Julia y Carlos. Ema Escobar tuvo sólo un hijo con Lagos, Ricardo, nacido el 2 de marzo de 1938. Ocho años más tarde, su esposo Froilán Lagos fallecería.
Ricardo Lagos Escobar llegó a ser Presidente de Chile en el año 2000 y, pese a su avanzada edad, Ema Escobar lo acompañó en su campaña electoral y en la misma elección presidencial. Recordada es la frase que le hizo a su hijo el 16 de enero de ese año, cuando ganó la segunda vuelta de la elección presidencial a Joaquín Lavín;

Pero Ricardito... ¿para qué se anda metiendo en estos líos? ¡Quién sabe cómo va a salir después!
Emma Escobar

Durante sus últimos años de vida vivió en una casa contigua a la de su hijo. Falleció el 9 de abril de 2005, a los 108 años. 
En 2008 Ricardo Lagos inauguró una escuela en Rengo que lleva el nombre de Ema Escobar.